# Hingstepeira arnolisei
Hingstepeira arnolisei là một loài nhện trong họ Araneidae.
Loài này thuộc chi Hingstepeira. Hingstepeira arnolisei được Herbert Walter Levi miêu tả năm 1995.